# Jacht motorowo-żaglowy

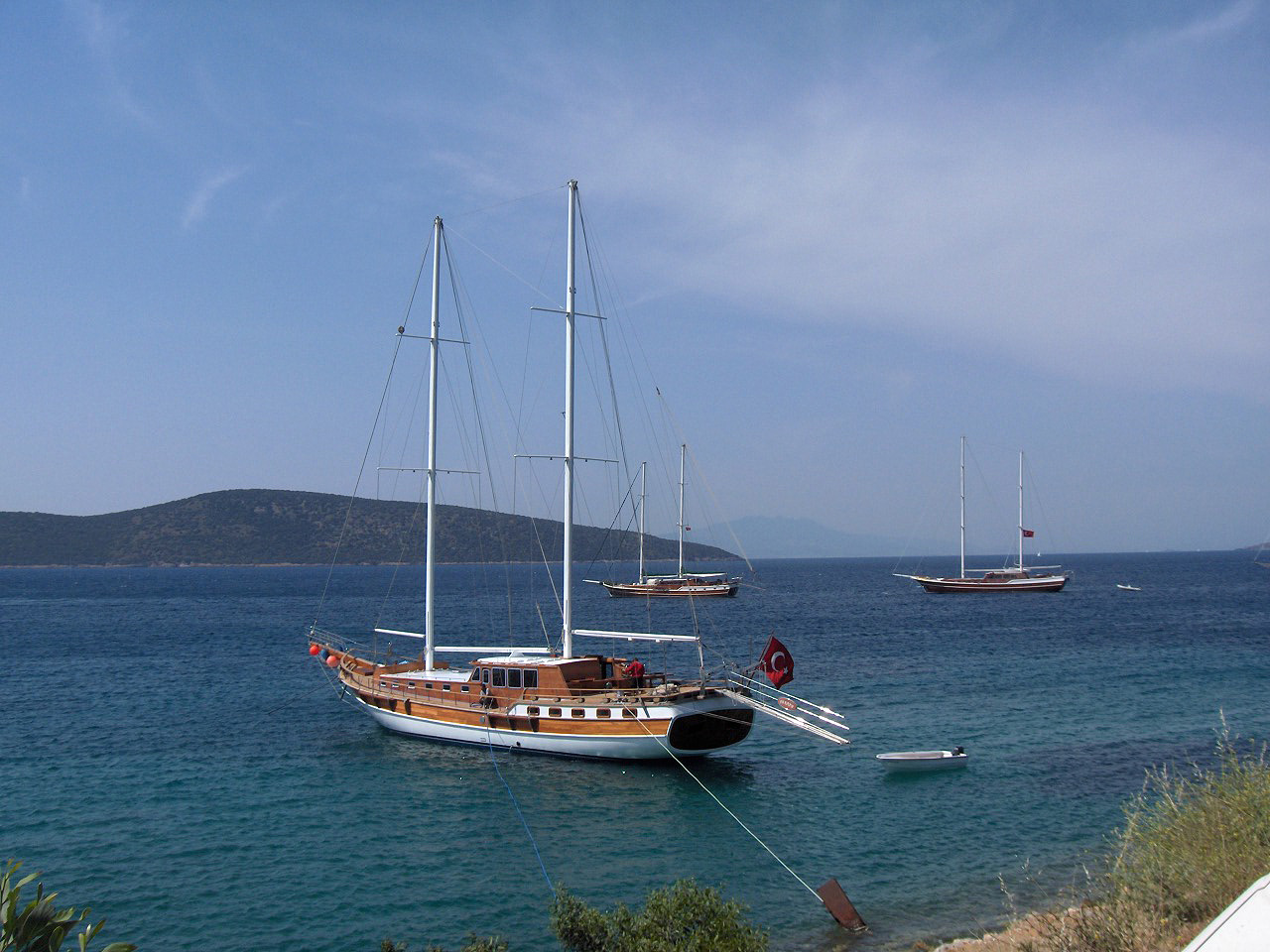
Jacht motorowo-żaglowy typu Gulet

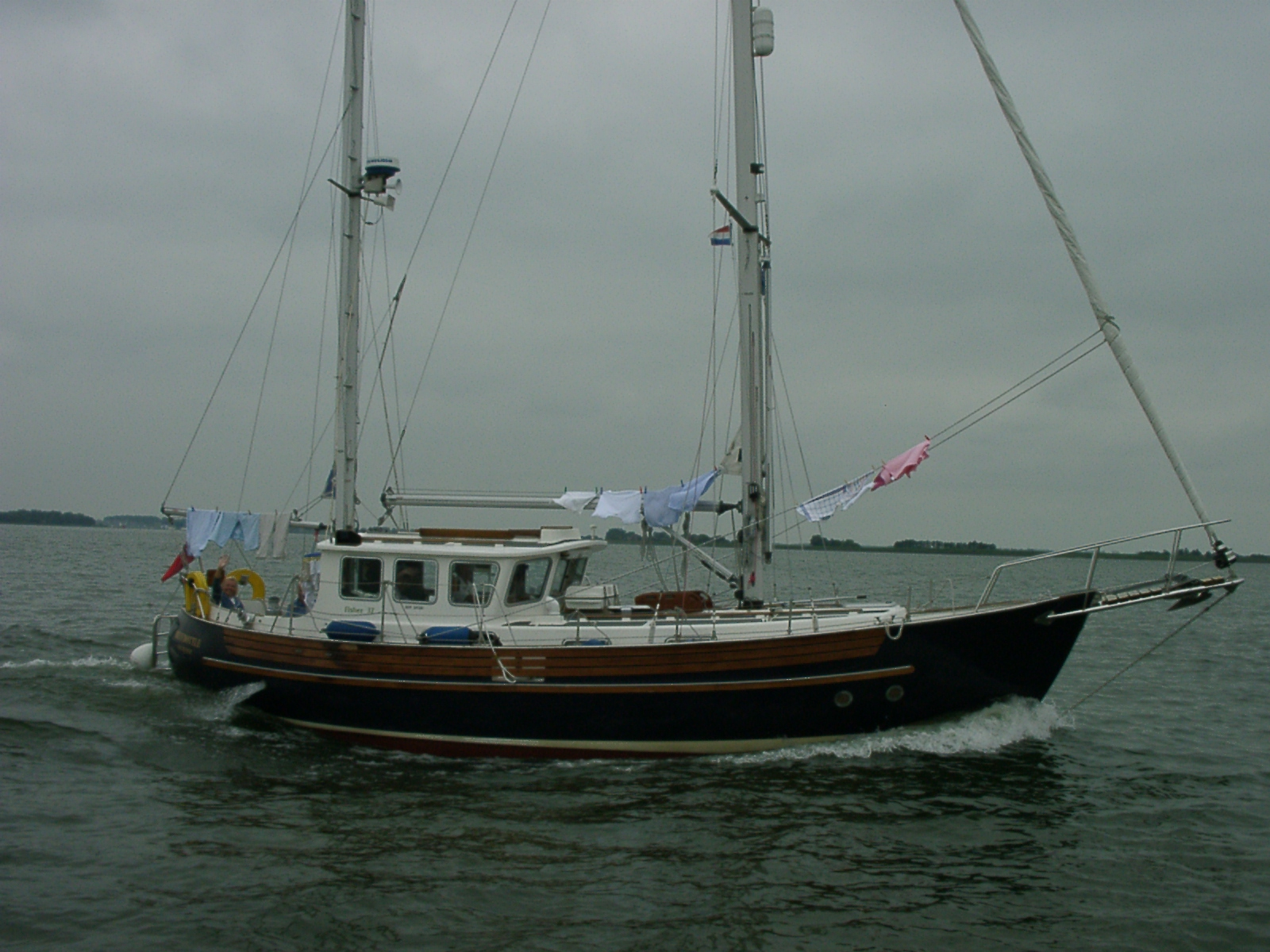
Jacht motorowo-żaglowy typu Fisher 37

Jacht motorowo-żaglowy lub motorsailer – jacht, którego równorzędny napęd stanowi ożaglowanie i napęd mechaniczny. Według poprzednio obowiązującej definicji Polskiego Rejestru Statków, są to jednostki o takiej mocy znamionowej napędu wyrażonej w kilowatach, że jej stosunek do klasyfikacyjnej powierzchni ożaglowania wyrażonej w metrach kwadratowych jest zawarty w przedziale 0,65 – 1,5. Jachty ze współczynnikiem poniżej 0,65 zaliczane były do jachtów żaglowych, a powyżej 1,5 – do motorowych. W praktyce oznacza to zdolność jachtu motorowo-żaglowego do żeglugi w sztormie co najmniej kursem półwiatr. Obecnie PRS nie definiuje już jachtów motorowo-żaglowych, a jedynie żaglowe lub motorowe, w zależności od tego, który napęd jest podstawowy.
Jednostki motorowo-żaglowe charakteryzują się większą wypornością niż jachty żaglowe ze względu na ciężki silnik i zbiorniki paliwa. Kadłub jachtu motorowo-żaglowego ma wyższą burtę i jest szerszy niż w przypadku jednostki żaglowej. Najpopularniejszym wykorzystywanym osprzętem dla tego typu jachtów jest kecz.